# Emilio de’ Cavalieri

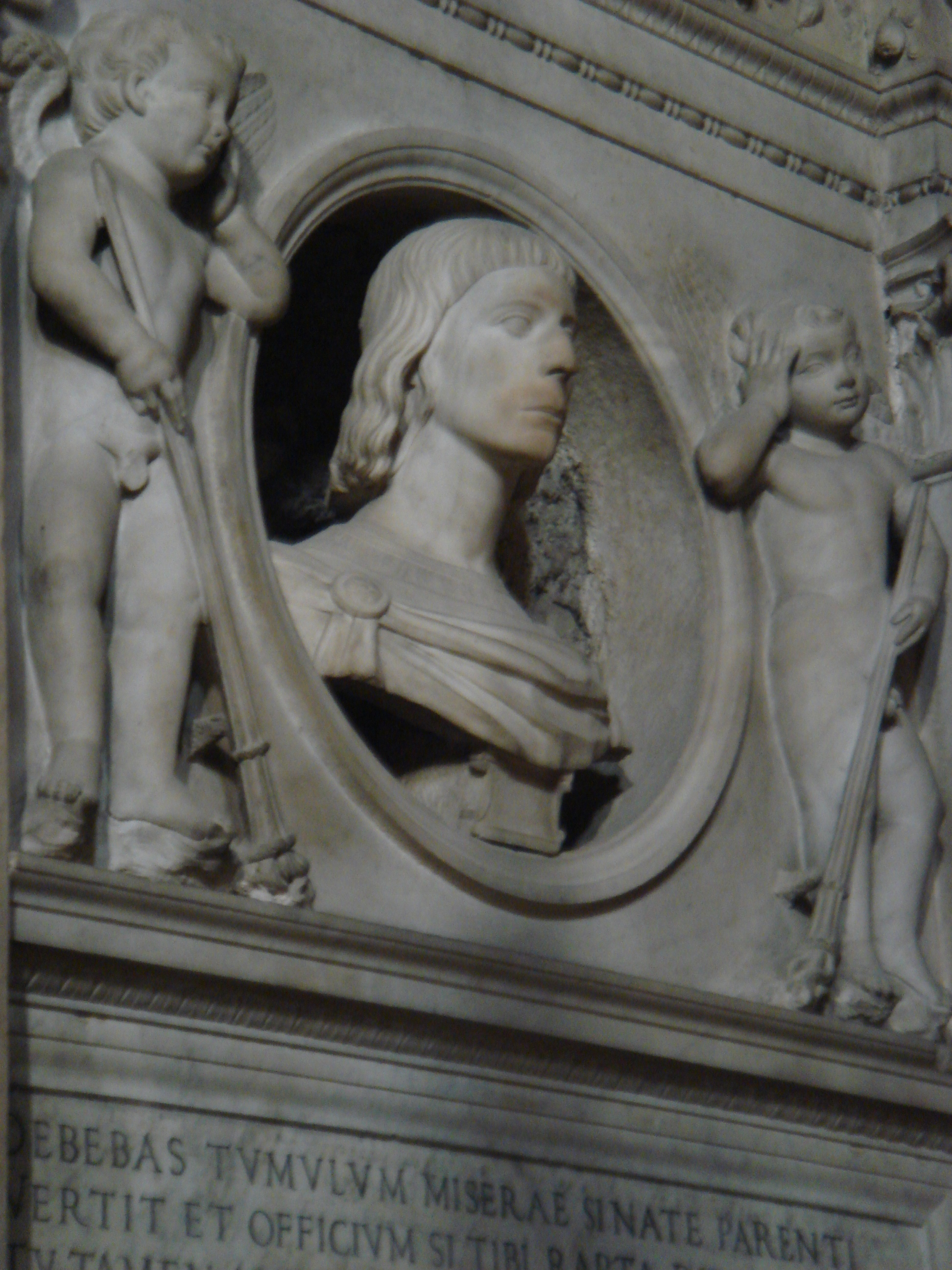
Büste von Emilio de’ Cavalieri in der Kirche Santa Maria in Aracoeli in Rom

Emilio de’ Cavalieri (* 1550 in Rom; † 11. März 1602 ebenda) war ein italienischer Komponist, Organist, Diplomat, Choreograf und Tänzer am Ende der Ära der Renaissance.

## Leben
Emilio de’ Cavalieri wurde in Rom als Sohn einer aristokratischen und musikalischen Familie geboren. Vermutlich erhielt er dort den ersten musikalischen Unterricht und wirkte dort als Organist und Musikdirektor von 1578 bis 1584. 1588 übersiedelte er nach Florenz, weil ihn Ferdinando I. de’ Medici als Musiker und Handwerker bestellt hatte. Er trug zur Entwicklung der Intermezzi bei und arbeitete auf diesem Gebiet mit Giovanni de’ Bardi zusammen. Vermutlich wurde Cavalieri von Bardi beeinflusst. Mehrere Sätze der 1589 anlässlich der Hochzeit von Ferdinando I. de’ Medici mit Christine von Lothringen in Florenz aufgeführten Intermedien für La pellegrina stammen von Cavalieri.
In den 1590ern komponierte Cavalieri, noch in Florenz weilend, einige Pastoralopern. Zusätzlich zu seinen musikalischen Ämtern wirkte Cavalieri als Diplomat.

## Werke
Sein Werk markierte zusammen mit dem von anderen Komponisten aus Venedig, Rom und Florenz den Beginn der frühen Barockzeit mit Monodie und Generalbass. Als Mitglied der Römischen Schule war er Mitbegründer der Monodie und schrieb die Rappresentatione di Anima, et di Corpo, die erste vollständig erhaltene Oper.
- Rappresentatione di anima, et di corpo, geistliche Oper, Uraufführung 1600 RISM ID: 990013133
- Lamentationes Hieremiae Prophetae